# Juliet Cesario
Juliet Cesario (* 14. Juli 1967 in Phoenix, Arizona) ist eine US-amerikanische Synchronsprecherin und Schauspielerin.

## Leben
Cesario absolvierte die University of Findlay, Ohio mit einem Bachelor of Arts in Theaterschauspiel und studierte Schauspiel am Playwrights Horizons, New York City. Bereits im Alter von vier Jahren sprach sie ihre erste Rolle in der Kinderserie Sesamstraße. Im englischsprachigen Raum ist sie für ihre Anime-Sprechrollen Belldandy in Oh! My Goddess (1993–1994), Sarah Bryant in Virtua Fighter (1995–1996), Miyuki Kobayakawa in You’re Under Arrest! (1996–1997) und Peorth in Ah! My Goddess (2006) bekannt. Als Schauspielerin trat sie in über 50 Bühnenstücken auf. Im Fernsehen war sie unter anderem als Lt. Baji in zwei Staffeln der Science-Fiction-Serie Raumschiff Enterprise – Das nächste Jahrhundert (1988–1989) und in verschiedenen Rollen in One Tree Hill (2005–2009) zu sehen. Sie ist ebenfalls als Maskenbildnerin in der Film-, Fernseh- und Werbeindustrie tätig.
Cesario war von 1995 bis 2009 mit dem Synchronsprecher Scott Simpson verheiratet und ehelichte 2015 T. Scott Leuenberger.

## Filmografie

### Als Synchronsprecherin
- 1983: Kurasshâ Jô …als Alfin
- 1989: Âshian …als Takako (Miniserie)
- 1989: Kurasshâ Jô …als Alfin (Miniserie)
- 1990: AD Police Files …als Iris (Miniserie, eine Folge)
- 1993–1994: Oh! My Goddess …als Belldandy (Aa! Megamisama!, Miniserie, 5 Folgen)
- 1995: Yôsei Hime Rên …als Rane
- 1995–1996: Virtua Fighter …als Sarah Bryant (Fernsehserie, 14 Folgen)
- 1996: Tokumu sentai Shinesman …als Ms. Kasahara (Miniserie)
- 1996–1997: You’re Under Arrest! …als Miyuki Kobayakawa (Taiho Shichau zo, Fernsehserie, 47 Folgen)
- 1997: Clamp School Detectives …als Nokoru Imonoyama (Fernsehserie)
- 1997: Voogie’s Angel …als Shiori Tachibana (Kurzfilm)
- 1997: You’re Under Arrest! – Specials …als Miyuki Kobayakawa (Taiho Shichau zo Special, Miniserie)
- 1997: Legend of the Last Labyrinth …als Rouge
- 1998: Blue Submarine No.6 …als Mutio/Villager (Miniserie)
- 1999: Taiho Shichau zo: The Movie …als Miyuki Kobayakawa (Taiho shichauzo!)
- 1999: A.D. Police: To Protect and Serve …als Iris/Ilia (Fernsehserie)
- 2006: Ah! My Goddess …als Peorth (Aa Megamisama: Sorezore no tsubasa, Fernsehserie, 22 Folgen)
- 2010: Maggie Tales …als Maggie (Kurzfilm)
- 2013: Zombies VS. Ninjas: The Web Series …als Juliet (Fernsehserie, eine Folge)
- 2015: House Arrest …als Zooey D (Kurzfilm)

### Als Schauspielerin
- 1988–1989: Raumschiff Enterprise – Das nächste Jahrhundert (Star Trek: The Next Generation, Fernsehserie, 3 Folgen)
- 1995: American Gothic – Prinz der Finsternis (American Gothic, Fernsehserie, eine Folge)
- 1998: Dawson’s Creek (Fernsehserie, eine Folge)
- 2000: Bruno
- 2003: Dog Nights
- 2005: Surface – Unheimliche Tiefe (Surface, Fernsehserie, eine Folge)
- 2005–2009: One Tree Hill (Fernsehserie, 5 Folgen)
- 2012: Little Red Wagon
- 2016: The Kicker (Fernsehfilm)
- 2018: Starbucks Lovers (Kurzfilm)
- 2019: Will & Grace (Fernsehserie, eine Folge)